# Kampgroeve

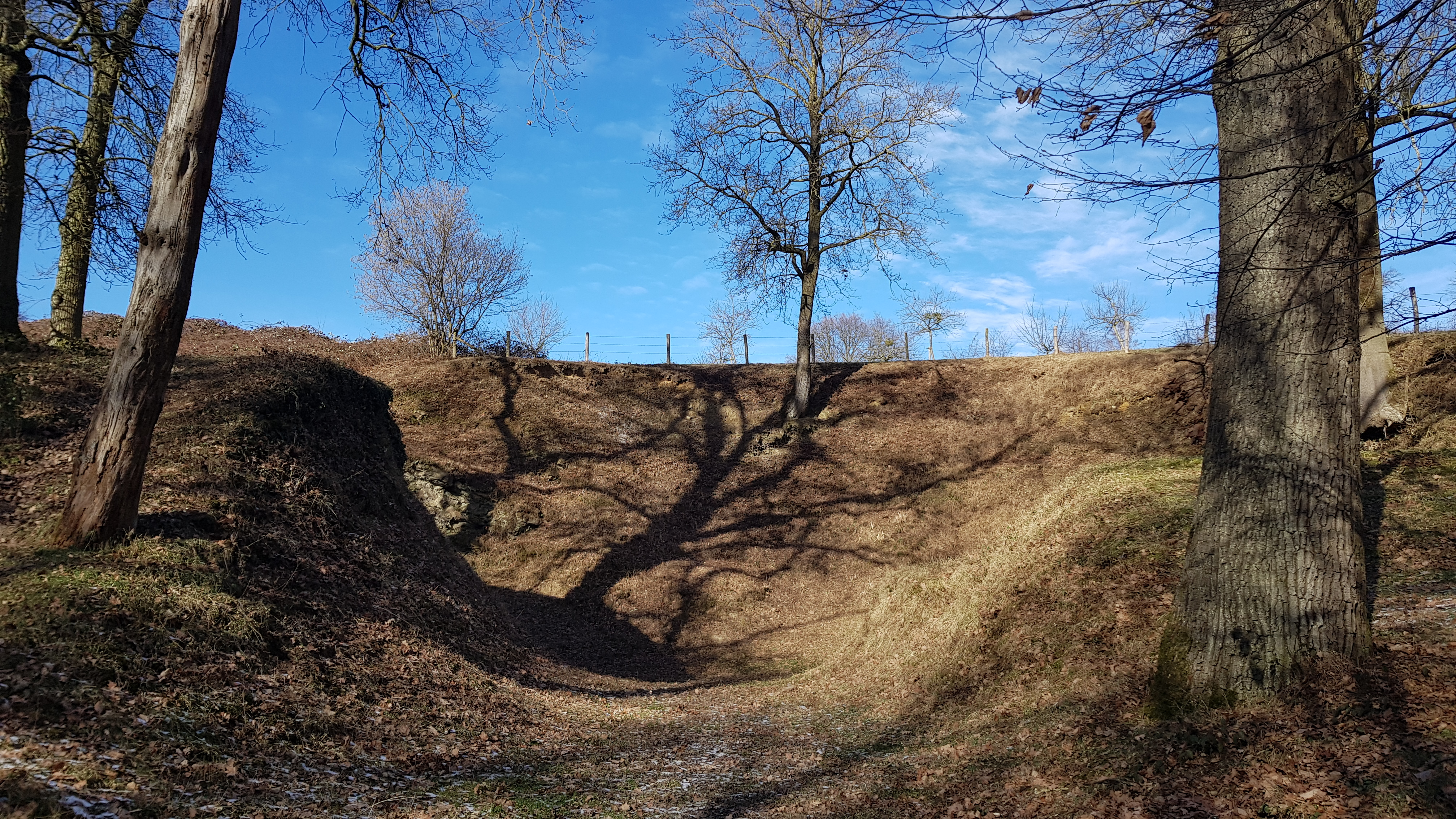
Kampgroeve gezien vanaf de Belleterbeek

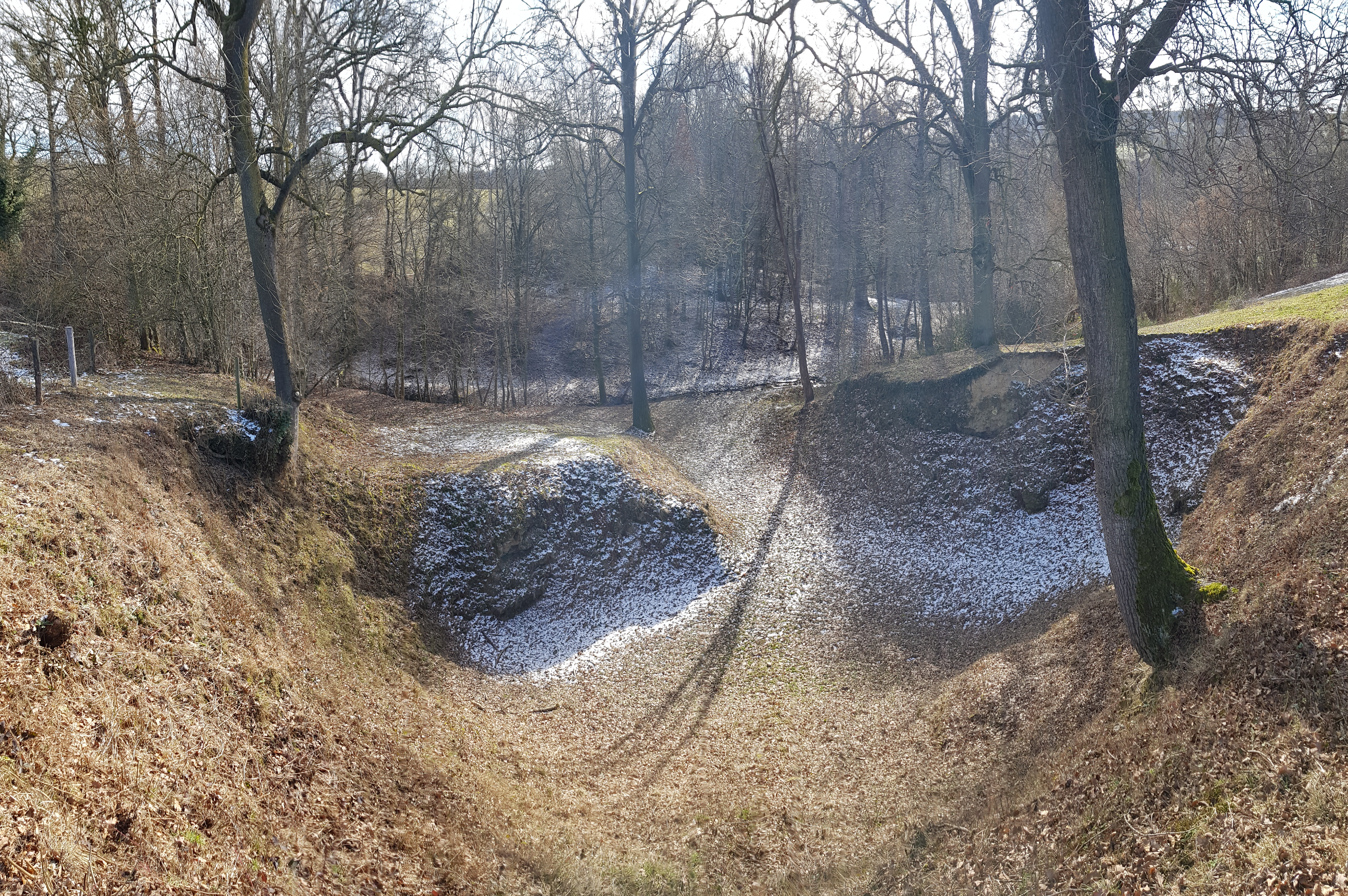
Kampgroeve gezien vanaf boven

De Kampgroeve is een voormalige steengroeve in Nederlands Zuid-Limburg in de gemeente Vaals. De groeve ligt ten noordwesten van Cottessen en ten zuiden van Camerig. De Kampgroeve ligt in een helling (steilwand) van een door de Geul uitgeslepen Geuldal met zijdal van de Belleterbeek aan de voet van de zuidwestelijke helling van het Plateau van Vijlen. In de buurt van de groeve monden de Belleterbeek, de Tergraatbeek en de Lousbergbeek uit in de Geul. Op ongeveer 350 meter naar het zuiden ligt de Hoeve Bervesj. Direct ten westen ligt de Heimansgroeve.
De Kampgroeve is niet meer in gebruik en wordt beheerd door de Stichting Het Limburgs Landschap.

## Geschiedenis
Aanvankelijk werd er in de groeve gesteente gewonnen voor de bouw van huizen.
Na de Tweede Wereldoorlog werd de groeve grootschalig uitgebreid om stenen te leveren voor de Eerebegraafplaats Bloemendaal.

## Geologie

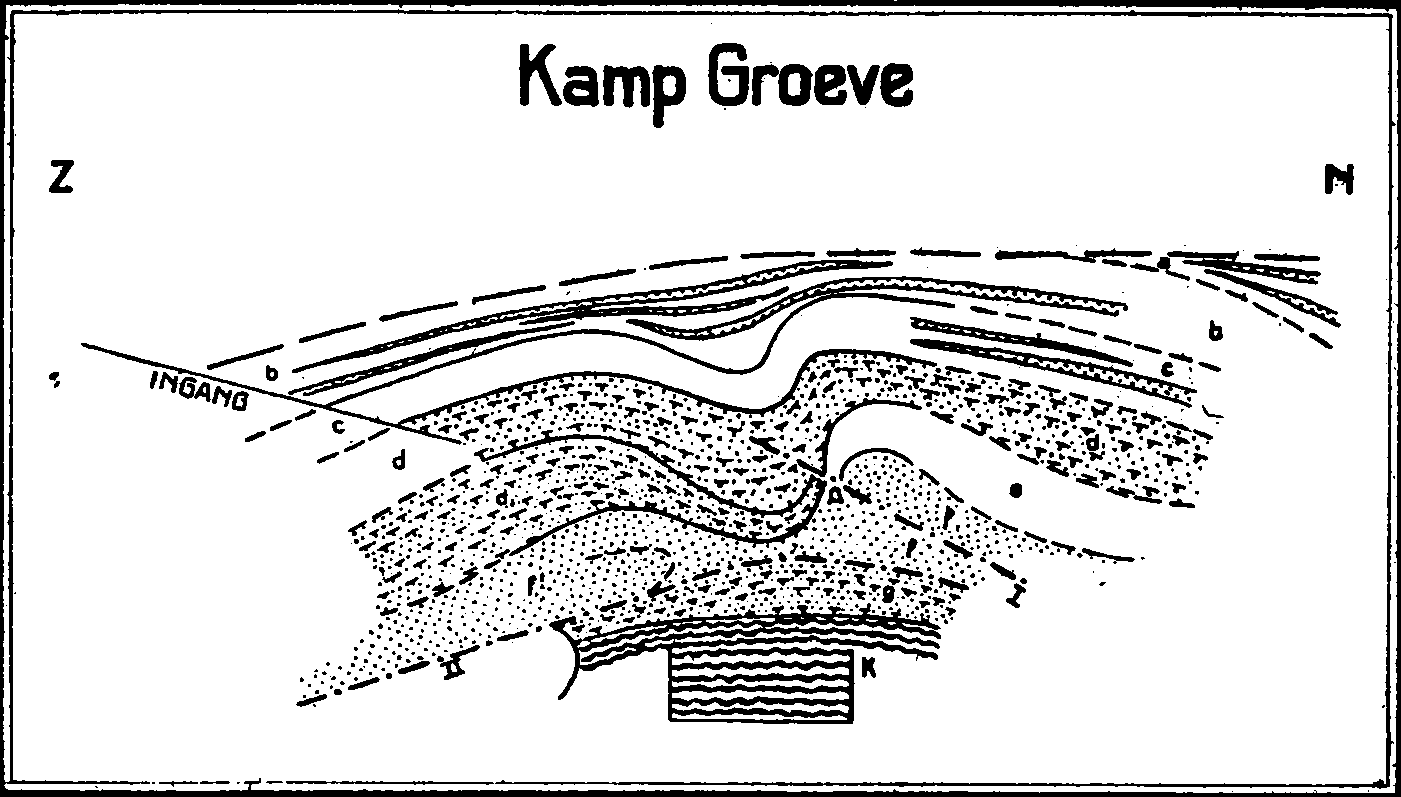
Schematisch profiel van zuid naar noord over de Kampgroeve

De groeve bevat voornamelijk kolenzandsteen uit de Formatie van Epen die stamt uit het Namurien uit het Boven-Carboon. Het gesteente kenmerkt zich door veel minder fossielen dan wat in leisteen aangetroffen wordt. Terwijl het leigesteente oorspronkelijk afgezet in weinig of niet stromend water, werd het zandsteen afgezet in meer stromend water waardoor plantenresten door het stromend water weggevoerd werden.
In de groeve is een duidelijke plooi te zien in de steenlagen, waarbij die gecompliceerd is door twee verschuivingen in aanleg. De plooi die vanuit de Heimansgroeve komt (west naar oost) duikt langzaam weg, waardoor men in oostelijke richting op jonger gesteente uitkomt. In de steenlagen zijn twee verstoringen aanwezig (I + II). De gesteentelagen in de achterwand van de groeve bevindt zich van boven naar beneden onder de akkeraarde en verweerde gesteente, een pakket van klei en zandigere leibanken die verder naar beneden aangevuld worden met zandbanken (a). Daaronder afwisselend laagjes zandsteen en leisteen, overheerst door de zandsteen (b + c). Vervolgens volgt een dikke bank kwartsitische zandsteen (d), een leipakket (e), een ronde laagkop van verbrokkelde kwartsitische zandsteen (f), een storing met verbrokkelde gesteenteresten en grote kwartskristallen en daaronder een pakket kwartsitische zandsteen (g). In het diepste deel van de groeve bevindt zich een dik leipakket met koolstreepjes.
De plooiing wordt gevormd door de laagpakketten b, c en d en vormen een anticlinaal waarbij de rug van de anticlinaal in het verlengde ligt van een storing (I). Leipakket e wordt door de storing weggeknepen.

## Toepassing
Boven-carbonische zandstenen zoals uit de Kampgroeve, Heimansgroeve en Cottessergroeve zijn in vier boerderijen in de omgeving toegepast: hoeve Vernelsberg, hoeve Knops, hoeve Bellet en hoeve Termoere.